# مایکل هاریمان
مایکل هاریمان (انگلیسی: Michael Harriman؛ زادهٔ ۲۳ اکتبر ۱۹۹۲) بازیکن فوتبال اهل بریتانیا است.
از باشگاه‌هایی که در آن بازی کرده‌است می‌توان به باشگاه فوتبال وایکام واندررز، باشگاه فوتبال گیلینگام، باشگاه فوتبال کویینز پارک رنجرز، باشگاه فوتبال سنت آلبنز سیتی، و باشگاه فوتبال لوتون تاون اشاره کرد.
وی همچنین در تیم‌های ملی فوتبال جمهوری ایرلند، و جمهوری ایرلند، و جمهوری ایرلند، بازی کرده‌است.